# Jacre
Die Jacre ist ein kleiner Fluss im Westen von Frankreich, der im Département Manche der Region Normandie südöstlich der Stadt Saint-Lô verläuft.

## Geografie

### Verlauf
Die Jacre entspringt im nordöstlichen Gemeindegebiet von Torigny-les-Villes nahe der Autobahn A84, entwässert generell Richtung West und mündet nach rund 14 Kilometern im Gemeindegebiet von Domjean als rechter Zufluss in die Vire. Im Mittelabschnitt quert die Jacre die Autobahn-ähnlich ausgebaute Nationalstraße N174.

### Orte am Fluss
(Reihenfolge in Fließrichtung)
- La Rairie, Gemeinde Torigny-les-Villes
- La Bouquerie, Gemeinde Torigny-les-Villes
- L’Enoufverie, Gemeinde Saint-Louet-sur-Vire
- Pithaunay, Gemeinde Domjean
- Le Pont de Jacre, Gemeinde Torigny-les-Villes
- Carrefour Patience, Gemeinde Domjean
- La Fromagère, Gemeinde Domjean

## Sehenswürdigkeiten
- Château de L’Angotière, Schloss mit Ursprüngen aus dem 16. Jahrhundert im Tal der Jacre bei Domjean – Monument historique[4]